# Curt Keller
Pour les personnes ayant le même patronyme, voir Keller.
Curt Keller, né le 28 avril 1918 à Strasbourg, et mort le 3 mars 1992 à Albi, est un footballeur international français.

## Biographie
Son poste de prédilection est attaquant. Il ne compte qu'une sélection en équipe de France de football, France-Suisse à Paris au Parc des Princes en 1937. Son frère Fritz fut lui aussi international.

### Clubs successifs
- RC Strasbourg : 1925-1937
- FC Sochaux-Montbéliard : 1937-1940
- Toulouse FC : 1942-1947
- Lyon olympique universitaire : 1947-1949
- Béziers : 1949-1951
- Stade Ruthénois : 1951-1953
- US Albi : 1953-1954

### Carrière
Plus jeune footballeur professionnel de son époque, Curt débuta à 15 ans et demi au RC Strasbourg mais c'est avec le maillot de Sochaux qu'il fut sélectionné pour l'unique fois de sa vie. Les tricolores entamèrent face à la Suisse leur première levée d'une série de six matches amicaux en vue de la Coupe du monde de 1938, dont l'organisation avait été confiée à la France.

## Palmarès
- Champion de France (1938) avec le FC Sochaux-Montbéliard
- Champion de France « de guerre » (1943) avec le Toulouse FC